# Кем Жиґанде
Кем Жиґанде (англ. Cam Gigandet) (нар. 16 серпня 1982, Такома, Вашингтон) — американський кіно- та телеактор, майстер бойових мистецтв, відомий за ролями у фільмах «Ніколи не здавайся», «Сутінки», «Бурлеск» та «Священник». Дворазовий (2008, 2009) володар нагороди MTV за найкращу бійку.

## Фільмографія

### Фільми
| Рік  |    | Українська назва        | Оригінальна назва                                | Роль              |
| ---- | -- | ----------------------- | ------------------------------------------------ | ----------------- |
| 2004 | ф  | Помилковий              | англ. Mistaken                                   | Джо               |
| 2007 | ф  | Хто твій Кедді?         | англ. Who's Your Caddy?                          | Мік               |
| 2008 | ф  | Ніколи не здавайся      | англ. Never Back Down                            | Раян МакКарті     |
| 2008 | ф  | Американська жесть      | англ. American Crude                             | Кіп Адамс         |
| 2008 | ф  | Сутінки                 | англ. Twilight                                   | Джеймс            |
| 2009 | ф  | Ненароджений            | англ. The Unborn                                 | Марк              |
| 2009 | ф  | Пандорум                | англ. Pandorum                                   | капрал Галло      |
| 2010 | ф  | П'ятизірковий день      | англ. Five Star Day                              | Джейк Гібсон      |
| 2010 | ф  | Легковажна Я            | англ. Easy A                                     | Майка             |
| 2010 | ф  | Бурлеск                 | англ. Burlesque                                  | Джек Міллер       |
| 2010 | ф  | Експеримент             | англ. The Experiment                             | Чейс              |
| 2011 | ф  | Сусідка по кімнаті      | англ. The Roommate                               | Стівен Мортереллі |
| 2011 | ф  | Священник               | англ. Priest                                     | Хікс              |
| 2011 | ф  | Що приховує брехня      | англ. Trespass                                   | Іон Коллінз       |
| 2012 | ф  | Бляшана зірка           | англ. The Tin Star                               | Джейк Флінн       |
| 2012 | ф  | Кодове ім'я «Джеронімо» | англ. Seal Team Six: The Raid on Osama Bin Laden | майстер           |
| 2012 | ф  | Створити зміни          | англ. Making Change                              | єпископ           |
| 2013 | мф | Турбо                   | англ. Turbo                                      | равлик 1 (голос)  |
| 2013 | ф  | Запали мене             | англ. Plush                                      | Картер            |
| 2013 | ф  | Безкоштовний проїзд     | англ. Free Ride                                  | Рей               |
| 2014 | ф  | Червоне небо            | англ. Red Sky                                    | Буч               |
| 2014 | ф  | У крові                 | англ. In the Blood                               | Дерек Грант       |
| 2014 | ф  |                         | англ. 4 Minute Mile                              | Вес Джейкобс      |
| 2014 | ф  | Погний Джонсон          | англ. Bad Johnson                                | Річ Джонсон       |
| 2016 | ф  | Порушені клятви         | англ. Broken Vows                                | Майкл             |
| 2016 | ф  | Чудова сімка            | англ. The Magnificent Seven                      | МакКен            |
| 2017 | ф  | Ефект тіні              | англ. The Shadow Effect                          | Габріель Говарт   |
| 2019 | ф  | Асиміляція              | англ. Assimilate                                 | Джош Хейвуд       |
| 2020 | ф  | Небезпечна брехня       | англ. Dangerous Lies                             | Міккі Хейден      |
| 2021 | ф  | Без каяття              | англ. Without Remorse                            | Кіт Вебб          |
| 2021 | ф  | Останній постріл        | англ. Last Shoot Out                             | Сід               |
| 2022 | ф  | Люта нічка              | англ. Violent Night                              | Морган Стіл       |
| 2022 | ф  | Дев'ять життів          | англ. 9 Bullets                                  | Томмі             |
| 2025 | ф  | Любов зла               | англ. With Love                                  | Ренні Мерло       |

### Телебачення
| Рік       |    | Українська назва   | Оригінальна назва                    | Роль                                  |
| --------- | -- | ------------------ | ------------------------------------ | ------------------------------------- |
| 2003      | с  | CSI: Місце злочину | англ. CSI: Crime Scene Investigation | Марк Янґ (Епізод: "Feeling the Heat") |
| 2004      | с  | Молоді та зухвалі  | англ. The Young and the Restless     | Даніель Ромалотті мол. (7 епізодів)   |
| 2005      | с  | Джек і Боббі       | англ. Jack & Bobby                   | Ренді Бонгард (5 епізодів)            |
| 2005—2006 | с  | Одинокі серця      | англ. The O.C.                       | Кевін Волчок (15 епізодів)            |
| 2014      | с  | Безрозсудний       | англ. Reckless                       | Рой Рейдер (13 епізодів)              |
| 2015      | тф |                    | англ. Nanny Cam                      | Марк Кесслер                          |
| 2016—2018 | с  | Лід                | англ. Ice                            | Джейк Грін (20 епізодів)              |